# Lamjung (distrito)
Lamjung é um distrito da zona de Gandaki, no Nepal.